# Богра (місто)
Богра (бенг. বগুড়া) — місто в Бангладеш, адміністративний центр однойменного округу й підокругу Богра-Садар.

## Географія
Висота центра міста становить 23 метри над рівнем моря.

## Демографія
Населення міста за роками:
| 1974   | 1991    | 1996    | 2001    | 2010    |
| ------ | ------- | ------- | ------- | ------- |
| 47 154 | 164 114 | 200 871 | 210 038 | 260 165 |